# Michel Fattal
Michel Fattal (Alessandria d'Egitto, 1954) è un filosofo francese.
Docente (MCF, dal 1994) autorizzato a dirigere la ricerca (HDR, dal 2001) in filosofia antica e medievale presso l'Università di Grenoble Alpes, è emerito Professor dal 1º settembre 2023. L'Eméritat gli è stato conferito dalla commissione di ricerca dell'Università di Grenoble Alpes.
È inoltre (dal 2014) Permanent Visiting Professor (Permanent Fellow) in Filosofia antica presso la Cattedra UNESCO “Archai” promuovendo ricerche su “Le origini del pensiero occidentale
Michel Fattal tratta dello statuto del Logos (linguaggio, ragione) nella filosofia greca. Opere di Omero, Esiodo, Eraclito, Parmenide, Platone, Aristotele, Crisippo e Plotino sono fronti d'ispirazione. Michel Fattal ha ugualmente pubblicato libri su Platone, Plotino e la tradizione neoplatonica (Sant'Agostino, Fārābī). Michel Fattal, un autore particolarmente tradotto in italiano e in polacco, è attualmente professore (dal 1994) di filosofia antica e medievale all'Università di Grenoble, Francia.
Il Charles Lyon Caen Premio è stato assegnato dall'Accademia delle scienze morali e politiche presso l'Institut de France] (Parigi) il 17 novembre 2014 per il suo lavoro: Platone e Plotino. Relazione, logos, intuizione, Parigi, L'Harmattan, 2013. Dal 13 dicembre 2024 è membro a pieno titolo dell'Accademia delle Scienze, delle Belle Lettere e delle Arti della Savoia.